# Xenija Georgijewna Romanowa

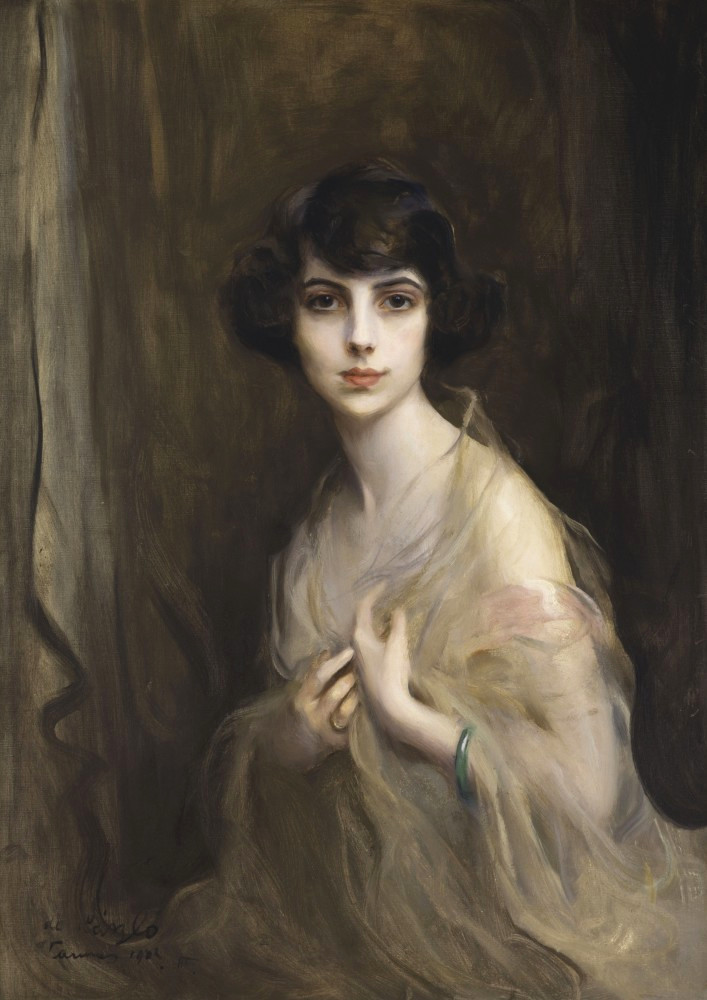
Philip Alexius de László: Großfürstin Xenija Georgijewna Romanowna, Öl auf Leinwand, um 1920

Prinzessin Xenija Georgijewna Romanowa (russisch Ксения Георгиевна Романова) (* 9. Augustjul. / 22. August 1903greg. im Michailowski-Palast in Sankt Petersburg; † 17. September 1965 in Glen Cove, New York) war ein Mitglied des Hauses Romanow-Holstein-Gottorp.

## Leben
Xenija Georgijewna war die jüngste Tochter des russischen Großfürsten Georgi Michailowitsch Romanow (1863–1919) und seiner Ehefrau Prinzessin Maria von Griechenland und Dänemark (1876–1940), Tochter des griechischen König Georg I. und der Großfürstin Olga Konstantinowna Romanowa. Sie hatte eine ältere Schwester, Prinzessin Nina Georgijewna Romanowa (1901–1974), spätere Fürstin Tschawtschawadse.
Beim Ausbruch des Ersten Weltkriegs war Großfürstin Maria Georgijewna Romanow gerade mit ihren Töchtern in England auf Verwandtenbesuch. Nach der Oktoberrevolution wurde das Vermögen der Romanows beschlagnahmt und ihr Vater, der als General in der russischen Armee diente, wurde mit drei weiteren Familienmitgliedern von den Bolschewiki am 30. Januar 1919 in der Petersburger Peter-und-Paul-Festung erschossen.
Am 8. Oktober 1921 heiratete Prinzessin Xenija in Paris den US-amerikanischen Großindustriellen William Bateman Leeds Jr. (1902–1971), einziger Sohn von William Bateman Leeds und Nonnie May „Nancy“ Stewart (1870–1923). Ihre Schwiegermutter heiratete ein Jahr zuvor, in dritter Ehe, ihren Onkel Prinz Christoph von Griechenland und nahm nach der Heirat den Namen „Anastasia“ an. Aus der gemeinsamen Verbindung ging eine Tochter, Nancy Helen Marie (1925–2006), hervor. Im Jahr 1930 wurde die Ehe wegen unüberbrückbare Differenzen geschieden, und sie bekam als Abfindung eine jährliche Rente zugesprochen, jedoch nur solange, bis sie eine neue Ehe eingehen würde. In zweiter Ehe heiratete sie im August 1946 in Glen Cove den wohlhabenden Geschäftsmann Herman Jud (1911–1987), die Ehe blieb kinderlos.
Prinzessin Xenija starb 1965 in Glen Cove an den Folgen einer Krebserkrankung.

## Beziehung zur angeblichen Zarentochter Anna Anderson
Während der russischen Oktoberrevolution im Jahre 1918 ermordeten Bolschewiki die Familie des russischen Zaren. Allerdings hielt sich hartnäckig das Gerücht, dass eines der fünf Zarenkinder das Blutbad überlebt habe. Im Jahre 1920 tauchte in Berlin eine unbekannte Frau auf, die angab, sie sei Anastasia, die jüngste Tochter des letzten Zaren Nikolaus II. und seiner Gemahlin Alexandra Fjodorowna. Mehrmals brachte man in den folgenden Jahren Anna Anderson, wie sie sich nun nannte, mit Verwandten und Bekannten der Zarenfamilie zusammen, um ihre Identität abschließend zu klären.
Am 9. Februar 1928 traf Anna Anderson nach einer Einladung von Xenija Leeds, die ja mit der Zarenfamilie verwandt war, in New York City ein. Nach wenigen Monaten hatte sie sich allerdings mit ihrer Gastgeberin und deren Familie so zerstritten, dass sie nicht länger bleiben konnte. Erst im Oktober 1994, mehr als 10 Jahre nach dem Tod von Anderson, wurde anhand von DNA-Tests eindeutig festgestellt, dass sie nicht mit der Zarenfamilie verwandt gewesen sein konnte. Bis zu ihrem Lebensende hielt Xenija aber ihre Behauptung aufrecht, dass die ermordete Großfürstin Anastasia Nikolajewna Romanowa und Anna Anderson identisch seien.

## Name in verschiedenen Lebensphasen
- 1903–1921 Ihre Kaiserliche Hoheit Prinzessin Xenija Georgijewna Romanowna
- 1921–1930 Mrs. Xenija Georgijewna Leeds
- 1946–1965 Mrs. Xenija Georgijewna Jud